# Diploknema
Genre
Classification phylogénétique
Diploknema est un genre de plantes à fleurs de la famille des Sapotaceae. Ce sont des arbres originaires de Chine et d'Asie du Sud-Est.

## Synonymes
- Aesandra Pierre
- Aisandra Pierre
- Mixandra Pierre

## Liste d'espèces
- Diploknema butyracea
- Diploknema dongnaiensis
- Diploknema grandiflora
- Diploknema hutyraceoides
- Diploknema krabiensis
- Diploknema oligomera
- Diploknema ramiflora
- Diploknema sebifera
- Diploknema siamense
- Diploknema yunnanensis